# Dryinidae
Dryinidae, porodica kozmopolitskih osa s oko 1 900 opisanih vrsta, dio je nadporodice Chrysidoidea. Postoji podjela na više potporodica.

## Potporodice
1. Anteoninae Perkins, 1912
2. Aphelopinae Perkins, 1912
3. Apoaphelopinae Olmi, 2007
4. Apodryininae Olmi, 1984
5. Bocchinae Richards, 1939
6. Conganteoninae Olmi, 1984
7. Dryininae Kieffer, 1906
8. Erwiniinae Olmi & Guglielmino, 2010
9. Gonatopodinae Kieffer, 1906
10. Plesiodryininae Olmi 1987
11. Transdryininae Olmi, 1984

|  | Zajednički poslužitelj ima još gradiva o temi Dryinidae |
|  | Wikivrste imaju podatke o taksonu Dryinidae             |